# Mortal Kombat (revista em quadrinhos)
Mortal Kombat em quadrinhos refere-se às inúmeras séries de histórias em quadrinhos baseadas na franquia de video game homônima. 

## 1994 a 1995: Malibu Comics
Entre 1994 e 1995, a editora norte-americana Malibu Comics lançou séries de histórias em quadrinhos adaptando na série de jogos eletrônicos Mortal Kombat para os quadrinhos, no Brasil essas histórias foram publicada pela Editora Escala.

## 1998: Editora Trama
Em 1998, a Editora Trama conseguiu autorização para da utilizar Mortal Kombat como cenário de campanha do RPG de mesa 3D&T e para a criação de uma série de quadrinhos baseada no jogo Mortal Kombat 4, escrita por Rogério Saladino e desenhada por  Eduardo Francisco.

## 2008 - atualmente: DC Comics
Em 2008 foi lançado o jogo Mortal Kombat vs. DC Universe, que trazia um crossover com os personagens da DC Comics, para promover o jogo a editora lançou o one-shot Mortal Kombat VS DC Universe: Beginnings, escrito por John Vogel e ilustrado pelo co-criador de Morta Kombat, John Tobias. Em 2011, a Warner Bros., dona da DC Comics, anunciou a compra dos direitos de jogos da Midway, incluindo Morta Kombat Em Outubro de 2014, a DC anuncia o lançamento de uma revista em quadrinhos que serviria como prequela para o jogo Mortal Kombat X:Mortal Kombat X: Blood Ties, roteirizada por Shawn Kittelsen, ilustrada por  Dexter Soy com capas de Ivan Reis. No Brasil, foi lançada pela Panini com o título Mortal Kombat X - Laços de Sangue.